# Belo Polje
Belo Polje (în albaneză Bellopojë, Grunajë; sârbă Бело Поље, cu alfabetul latin: Belo Polje) este un sat în apropiere de Istok, Kosovo.
Prima menționare a satului datează din timpul domniei regelui Ștefan Uroš I al Serbiei între anii 1254-1264.
Conform unor date neoficiale, înainte de Războiul din Kosovo existau aproximativ 1.800 de locuitori, majoritari sârbi. După trecerea sub administrația ONU, doar 40 de oameni au rămas.
În timpul Revoltelor din 2004, albanezii au incendiat 25 de case deținute de sârbi.